# Márcio Mossoró
José Márcio da Costa, meglio noto come Márcio Mossoró (Mossoró, 4 luglio 1983), è un ex calciatore brasiliano, di ruolo centrocampista.

## Carriera

### Club
Durante la sua carriera ha giocato con numerose squadre di club, tra cui l'Internacional, con cui ha vinto la Coppa Libertadores nel 2006. Dal 2008 al 2013 gioca con i portoghesi del Braga.
Il 3 luglio 2013 viene acquistato dall'Al Ahli a titolo definitivo. Nell'agosto 2014 viene acquistato dai turchi dell'İstanbul Başakşehir.

## Palmarès

### Competizioni nazionali
- Coppa del Brasile: 1

Paulista: 2005
- Coppa di Lega portoghese: 1

Braga: 2012-2013

### Competizioni internazionali
- Coppa Libertadores: 1

Internacional: 2006
- Recopa Sudamericana: 1

Internacional: 2007